# Tényleges életfogytiglani szabadságvesztés
A tényleges életfogytiglani szabadságvesztés (TÉSZ) a magyar büntetőjog legsúlyosabb büntetése. Legfőbb jellemzője, hogy – az életfogytiglani szabadságvesztéssel ellentétben – az ítélet kizárja annak lehetőségét, hogy 40 évnél korábban a feltételes szabadságra bocsátás lehetőségét megvizsgálják. Korábban egyáltalán nem volt lehetőség a vizsgálatra, de az Emberi Jogok Európai Bíróságának döntése miatt 2014-ben változtattak a szabályokon, és így 40 év után automatikusan meg kell vizsgálni az elítélt szabadságra bocsátásának lehetőségét.

## Előzmények

### Ahalálbüntetés
Magyarországon 1990-ig a halálbüntetés volt a legsúlyosabb büntetés. 1990. október 31-én az Alkotmánybíróság Dr. Horváth Tibor (Halálbüntetést Ellenzők Ligája) kezdeményezése nyomán született határozata (23/1990.) – egy alkotmánybíró különvéleménye mellett – alkotmányellenesnek nyilvánította, és megsemmisítette a Büntető Törvénykönyvről szóló 1978. évi IV. törvény, a büntetőeljárásról szóló 1973. évi I. törvény, a büntetések és az intézkedések végrehajtásáról szóló 1979. évi 11. törvényerejű rendelet, valamint a Büntetés-végrehajtási Szabályzatról szóló 8/1979. (VI. 30.) IM rendelet halálbüntetésre vonatkozó részeit. Ezzel Magyarország követte Nyugat-Európa példáját, és eleget tett azoknak az elvárásoknak, amelyek szerint a diktatórikus rendszerrel együtt ezt az intézményt is fel kell számolni.

### Az életfogytiglani szabadságvesztés
Ezzel a kizárólag fegyház fokozatban végrehajtható életfogytig tartó szabadságvesztés vette át a csúcsbüntetés szerepét, melynek során a feltételes szabadságra bocsátás legkorábbi időpontja a büntetés megkezdése után húsz évvel esedékes. 
A jogi helyzet megváltozott 1999 márciusában, amikortól az 1978. évi IV. törvény 47/A. § (1) módosítása lehetővé teszi a tényleges életfogytig tartó szabadságvesztés büntetés (mozaikszóval: TÉSZ) kiszabását. A rendes (nem tényleges) életfogytig tartó büntetést kiszabhatósága nem változott.

### A tényleges életfogytiglani szabadságvesztés
A korábbi életfogytiglani ítéleteknél az ítéletben ki kellett térni arra, hogy az elítélt feltételes szabadságra bocsátását legkorábban mikor lehet kezdeményezni. Ez legkevesebb 20 évvel a büntetés megkezdése után lehetett esedékes. Fontos, hogy – a közhiedelemmel ellentétben – ez nem azt jelenti, hogy egy életfogytig tartó szabadságvesztésre ítélt fogvatartott, akinél a feltételes szabadságra bocsátás pl. 25 év után kezdeményezhető, 25 év múlva szabadul is. A jogszabály csupán biztosítja a lehetőséget, hogy annak engedélyezését megvizsgálják. Így csak akkor helyezik feltételesen szabadságra a fogvatartottat, ha arra alkalmasnak találják, pl. jó magaviseletű volt, vagy nem jelent kockázatot a civil társadalom számára. Ez elég ritka. A módszer legfőképp arra szolgál, hogy általa érdekeltté tegyék az elítéltet az együttműködésben, a jó magaviseletben.
Ezen feltételes szabadságra bocsátást zárja ki a bevezetett tényleges életfogytiglani szabadságvesztés. Ilyen esetben ennek még csak a lehetőségét sem vizsgálják. Ennek megfelelően az elítélt – rendkívüli körülmény (pl. államfői kegyelem, alkotmánybírósági döntés) hiányában – biztosan a fegyintézetben tölti élete következő 40 évét, függetlenül attól, hogy jó magaviseletű volt-e vagy sem.
40 év után ún. kötelező kegyelmi eljárás indul, amely során egy bizottság (a Kúria elnöke által kijelölt öt bíró) megvizsgálja az elítéltről készült kockázatelemzést, hogy indokolt-e az elítélt további fogva tartása. A bizottság javaslatot tesz az igazságügy-miniszternek, aki az állásfoglalással egyező tartalommal kegyelmi kérelmet terjeszt az államfőhöz. Az államfőt nem köti semmi, ha elutasítja a kegyelmet, akkor kétévente meg kell ismételni az eljárást.

## Szakmai viták a TÉSZ körül
Mivel a TÉSZ-szel sújtott fogvatartott magaviselete nem releváns a büntetés végrehajtásának tekintetében, sokan ellenzik ezt az intézményt a jogászok, a büntetés-végrehajtási szakemberek, a kriminológusok, a politikusok, de legfőképpen az emberi jogi szervezetek körében. Főleg azt emelik ki, hogy a reménytelenné váló fogvatartottal szemben nem marad a büntetés-végrehajtási intézet kezében olyan eszköz, amivel fegyelmezheti az elítéltet. Így az bármikor dühöngő, vagy akár gyilkoló fenevaddá változhat. 
A Magyar Helsinki Bizottság 2009 márciusában az Alkotmánybírósághoz fordult azt kérve, hogy semmisítse meg a tényleges életfogytiglan kiszabását lehetővé tevő rendelkezéseket. A beadványról azonban a testület 2012. január 1-jéig nem határozott, így az eljárás megszűnt.
Az Emberi Jogok Európai Bíróságának több esetben elítélte a magyar gyakorlatot, mert az emberi jogok európai egyezménye (3. cikkely) kimondja, hogy ha az elítéltnek az elvi esélye sincs meg arra, hogy szabaduljon (pontosabban arra, hogy büntetését észszerű időben felülvizsgálják), akkor az kínzásnak minősül, ami tiltott. A bíróság szerint a 40 év olyan beláthatatlanul hosszú, amely az elítélt számára irreális és semmilyen magatartásformáló erővel nem bír. Már eleve aggastyán lesz az első lehetséges felülvizsgálatkor, ha egyáltalán megéri ezt az időpontot – tekintve a magyar várható élettartamokat, ezért szerintük legfeljebb 25 évre lenne elfogadható az első felülvizsgálatot kizárni.

## TÉSZ a gyakorlatban
A tényleges életfogytiglani szabadságvesztésre ítélt férfiak főszabály szerint a Szegedi Fegyház és Börtön (az ún. „Csillag”) fegyházépületének (csillag épület) harmadik emeletén található hosszúidejű speciális rezsimű körleten (HSR körlet), illetve a Budapesti Fegyház és Börtön "A" objektumában kezdik meg büntetésük letöltését, de fogad már „tészeseket” Sopronkőhida és Sátoraljaújhely is. Az életfogytig tartó (inkluzíve tényleges életfogytiglani) szabadságvesztésre ítélt nőket Kalocsán helyezik el.
A HSR lakóinak van arra lehetőség, hogy kérvényezzék áthelyezésüket normál rezsimbe, ez azonban ritka, ugyanis a HSR körlet hazai viszonylatban luxusnak számít. Magyarországon 2021 közepén több mint 70 fogvatartott töltötte tényleges életfogytiglani szabadságvesztés büntetését.